# Хирш, Франсин
Франсин Хирш (англ. Francine Hirsch; род. 28 июня 1967) — американский историк, специализирующийся на истории Европы, СССР и России; доцент исторического факультета в Бингемтонском университете в 1999—2000 годах; профессор исторического факультета Университета Висконсина в Мэдисоне с 2014 года; обладательница премии Герберта Бакстера Адамса от Американской исторической ассоциации (2007) и премии Уэйна Вучинича от Американской ассоциации содействия славистике (2006).

## Работы
- Soviet Judgment at Nuremberg: A Cold War Story (Oxford University Press, 2020).
  - Суд в Нюрнберге: Советский Союз и Международный военный трибунал / пер. с англ. Р. Ибатуллина. — М.: Новое литературное обозрение, 2023. — 640 с. — (Historia Rossica). — ISBN 978-5-4448-2118-3.
- Empire of Nations: Ethnographic Knowledge and the Making of the Soviet Union (Ithaca: Cornell University Press, 2005)[6][7].
  - Империя наций: Этнографическое знание и формирование Советского Союза / пер. с англ. Р. Ибатуллина. — М.: Новое литературное обозрение, 2022. — 472 с. — (Historia Rossica). — ISBN 978-5-4448-1772-8.
- «The Soviet Union at the Palace of Justice in Nuremberg: In the Courtroom and Behind the Scenes» // «May Justice Be Done!» The Evolution of Soviet Criminal Justice Under Stalin: To Nuremberg and Beyond, ed. David Crowe. Philadelphia: University of Pennsylvania Press, 2016.
- «The Politics of the Nuremberg Trials and the Postwar Moment» // Political Trials in Theory and History, ed. Devin Pendas and Jens Meierhenrich. Cambridge: Cambridge University Press, 2016.
- «National Types» // Picturing Russia: Essays on Visual Evidence, ed. Valerie Kivelson and Joan Neuberger, 157—161. New Haven: Yale University Press, 2008.